# The Last Savage
The Last Savage (dt.: Der letzte Wilde, ursprünglicher italienischer Titel: L’ultimo selvaggio) ist eine komische Oper oder Opera buffa in drei Akten von Gian Carlo Menotti, der auch das Libretto schrieb. Die Uraufführung fand am 21. Oktober 1963 unter dem französischen Titel Le dernier sauvage in der Opéra-Comique in Paris statt.

## Handlung

### Erster Akt
Szene 1. Der wohlhabende Amerikaner Mr. Scattergood ist mit seiner Tochter Kitty zu Besuch beim reichen Maharadscha von Rajaputana. Die beiden prahlen voreinander mit ihren Besitztümern. Das Gespräch kommt auf die Anzahl ihrer Frauen. Während Mr. Scattergood nur eine einzige Frau hat, besitzt der Maharadscha derer 27. Von diesen sind jedoch 26 unfruchtbar – so glaubt er. Nur seine Hauptfrau, die Maharani, hat ihm unmittelbar nach der Hochzeit einen Sohn, Kodanda, geschenkt. Die beiden Herren beschließen, dass Kitty und Kodanda heiraten sollen. Sie wissen zwar, dass sie auf Widerstand stoßen werden, versuchen aber trotzdem, sie zu überreden. Kitty geht vollständig in ihrer Arbeit als Anthropologin auf. Sie hofft, in Indien den letzten von der modernen Zivilisation unberührten Höhlenmenschen zu finden, über den sie promovieren will. Bis dahin ist für sie an eine Ehe nicht zu denken. Kodanda dagegen würde eine indische Frau wie das Dienstmädchen Sardula vorziehen. Er wäre nur dann zu einer Ehe mit Kitty bereit, wenn diese ihr Gerede von der Wissenschaft aufgibt. Als der Maharadscha seiner Frau von der Bedingung ihres Sohnes erzählt, hat diese eine Idee: Um Kittys Arbeit zu beschleunigen, wollen sie einen Schauspieler engagieren, der den gesuchten Höhlenmenschen spielt. Sardula schlägt für diese Rolle ihren Geliebten, den armen Stallburschen Abdul, vor. Man lässt ihn holen. Während sie warten, fragt die Maharani den Amerikaner, ob er einmal in Hongkong war – er komme ihr irgendwie bekannt vor. Abdul erscheint und erklärt sich nach einigem Sträuben für eine Belohnung von 100.000 Dollar dazu bereit, den Urmenschen zu spielen. Er erhält einen Dollar als Vorschuss.
Zwischenspiel: Die Jagd. Bei ihrer Expedition in den Dschungel gelingt es Kitty tatsächlich, den letzten Wilden (den verkleideten Abdul) aufzuspüren und zu fangen.
Szene 2. Trotz seiner Verlobung mit Kitty macht Kodanda Sardula den Hof. Er wird jedoch abgewiesen. Die Jagdgesellschaft kehrt zurück, und Kitty präsentiert stolz den gefangenen Abdul. Doch damit ist ihre Arbeit noch nicht beendet: Sie will sie ihn unbedingt nach Chicago mitnehmen, ihn der dortigen Gesellschaft vorstellen und dann dem Zoo von New York anbieten. Die Maharani fragt Mr. Scattergood, ob er einmal ein Singapur war, was dieser verneint. Abdul beklagt seine bevorstehende lange Trennung von Sardula.

### Zweiter Akt
Szene 1. In Chicago wird der vermeintliche Urmensch erst einmal von den Wissenschaftlern untersucht. Anschließend bringt Kitty ihm bei, wie er sich unter zivilisierten Menschen benehmen soll – wozu auch die Kunst der Liebe gehört.
Szene 2. In Indien beklagt Kodanda sein Schicksal als einziger Sohn und Thronerbe des Maharadscha. Inzwischen hat er zwar den Eindruck, dass Sardula seine Liebe erwidert, doch besteht keine Aussicht auf eine Verbindung mit ihr.
Szene 3. Da Abdul seine Aufgabe so gut erfüllt hat, überreicht Mr. Scattergood ihn ein Flugticket zurück nach Indien. Er gesteht, dass er Abdul tatsächlich beneidet. Das Leben in Amerika mit seinen unzähligen Verpflichtungen sei für ihn längst zur Qual geworden. Zum Abschied gibt es einen großen Empfang, zu dem alle möglichen Repräsentanten der Zivilisation geladen sind: Geschäftsleute, Wissenschaftler, Vertreter der verschiedenen Religionen, Künstler usw. Kitty versichert ihnen, dass sie Abduls Ausbildung fortsetzen wird: „But with a flip of my little whip and a scientific explanation he understands every situation. He does whatever I command.“ Anschließend stellt jeder der Gäste auf fragwürdige Weise seine jeweilige Wissenschaft oder Kunst vor, um Abdul zu beeindrucken. Die Geistlichen streiten um Glaubensfragen, und die Künstler präsentieren abstrakte Kunst oder atonale Musik. Der von ihrer Kleinlichkeit und Heuchelei angewiderte Abdul erklärt, mit dieser Art von Zivilisation nichts zu tun haben zu wollen. Er will diese Welt unverzüglich verlassen.

### Dritter Akt
Unmittelbar nach seiner Ankunft in Indien hat sich Abdul in den Dschungel zurückgezogen, wo Kitty, Mr. Scattergood und der Maharadscha mit seinem Gefolge nach ihm suchen. Obwohl ihr Vater die Scharade aufdeckt, möchte Kitty Abdul unbedingt noch einmal sehen, da sie sich in ihn verliebt hat. Kodanda versucht erneut, Sardula für sich zu gewinnen. Diesmal hat er Erfolg. Sardula hat aber ein schlechtes Gewissen Abdul gegenüber. Die Maharani und Mr Scattergood stellen fest, dass sie sich tatsächlich schon einmal begegnet sind: In ihrer Jugend hatten sie während einer Nilkreuzfahrt ein kurzes stürmisches Verhältnis – dessen Ergebnis ausgerechnet Kodanda ist. Das bedeutet natürlich, dass dessen Hochzeit mit seiner Halbschwester Kitty abgesagt werden muss. Doch wie sollen sie das den anderen erklären? Die Jäger haben Abdul inzwischen aufgespürt und bringen ihn herbei. Der Maharadscha versichert ihm, dass sie ihm nichts antun wollen, sondern ihm lediglich die restlichen 99.999 Dollar seiner Entlohnung bringen. Abdul weist das Geld jedoch zurück, da es für ihn in der Wildnis keinen Wert mehr hat. Kitty ist von diesem Verhalten so beeindruckt, dass sie ihm ihre Liebe gesteht. Das wiederum ist ein willkommener Anlass für Sardula, ihn freizugeben – so kann sie sich Kodanda widmen. Kitty erklärt, von nun an mit Abdul im Dschungel leben zu wollen. Doch heimlich bittet sie ihren Vater, Geld, Bedienstete und alle möglichen Annehmlichkeiten herbeizuschaffen. Nachdem alle anderen gegangen sind, besingen Kitty und Abdul ihr zukünftiges Leben in der Natur.

## Gestaltung
In The Last Savage ignorierte Menotti vollständig den zeitgenössischen und von den Kritikern bevorzugten Musikstil. Er komponierte streng tonal. Lediglich bei der Abschlussfeier in der dritten Szene des zweiten Akts nutzt er atonale Musik auf parodistische Weise.

### Instrumentation
Die Orchesterbesetzung der Oper enthält die folgenden Instrumente:
- Holzbläser: drei Flöten (eine auch Piccolo), zwei Oboen, zwei Klarinetten, Bassklarinette, zwei Fagotte, Kontrafagott
- Blechbläser: vier Hörner, drei Trompeten, drei Posaunen, Tuba
- Pauken, Schlagzeug
- zwei Harfen
- Klavier
- Streicher
- Röhrenglocken

## Werkgeschichte
Menottis The Last Savage ist ein Auftragswerk der Pariser Oper. Dabei handelt es sich seit Verdis Don Carlos von 1867 um den ersten Opernauftrag, den diese Institution an einen nicht-französischen Komponisten vergab. Die London Times berichtete am 3. März 1959 über die Auftragsvergabe. Ursprünglich sollte das Werk L’ultimo superuomo bzw. Last Superman heißen.:132 Menotti schrieb das Libretto selbst in italienischer Sprache unter dem Titel L’ultimo selvaggio.
Die Uraufführung fand am 21. Oktober 1963 jedoch nicht in der auftraggebenden Opéra, sondern in einer französischen Übersetzung von Jean-Pierre Marty unter dem Titel Le dernier sauvage in der Opéra-Comique statt. Menotti selbst führte Regie. Das Bühnenbild stammte von André Beaurepaire. Unter der musikalischen Leitung von Serge Baudo sangen Charles Clavensy (Maharadscha), Xavier Depraz (Mr. Scattergood), Michele Molese (Kodanda), Mady Mesplé (Kitty), Solange Michel (Maharani), Adriana Maliponte (Sardula) und Gabriel Bacquier (Abdul).
Schon am 21. Januar 1964 hatte die Oper Premiere an der Metropolitan Opera New York. Hier wurde sie in einer englischen Übersetzung von George Mead unter dem Titel The Last Savage gespielt. Die Regie übernahm erneut der Komponist. Das Bühnenbild stammte von Beni Montresor. Thomas Schippers dirigierte. Es sangen Ezio Flagello (Maharadscha), Morley Meredith (Mr. Scattergood), Nicolai Gedda (Kodanda), Roberta Peters (Kitty), Lili Chookasian (Maharani), Teresa Stratas (Sardula) und George London (Abdul). Es gab insgesamt 16 Aufführungen in zwei Spielzeiten.
Die italienische Erstaufführung unter dem Titel L’ultimo selvaggio fand am 15. Mai 1964 im Teatro La Fenice in Venedig statt. Die musikalische Leitung hatte Carlo Franci. Regie führte Menotti mit Frank Macfie und Lamberto Puggelli. Das Bühnenbild stammte von Lorenzo Ghiglia, Antonio Orlandini, Mario Ronchese und Camillo Parravicini. Es sangen Paolo Washington (Maharadscha), Angelo Nosotti (Mr. Scattergood), Roberto Merolla (Kodanda), Helen Manè (Kitty), Rena Garazioti (Maharani), Adriana Maliponte (Sardula) und John Reardon (Abdul).
Weitere Aufführungen gab es am 4. Februar 1973 im Hawaii Opera Theater in Honolulu (Dirigent: Robert La Marchina), am 22. Mai 1981 im Gaillard Municipal Auditorium in Charleston (Dirigent: Christian Badea; Spoleto Festival Orchestra, Westminster Cathedral Choir),:136 am 24. Februar 1982 im Landestheater Detmold (in deutscher Sprache als Der letzte Wilde, Dirigent: Edwin Scholz) und am 7. Juli im Teatro Nuovo in Spoleto (Dirigent: Baldo Podic; Spoleto Festival Orchestra, Westminster Cathedral Choir).:138
Die ersten Aufführungen waren beim Publikum erfolgreich. Die Oper wurde jedoch von der Kritik derartig zerrissen, dass sie in den folgenden Jahrzehnten nur noch wenige Male produziert wurde.
In der Time vom 1. November 1963 hieß es beispielsweise: „Menotti had fallen well below his usual mark, with a tiresome, lurching, seldom funny libretto and a derivative score that even in its academic jokes was hardly musique sérieuse.“ („Menotti blieb weit unter seinem üblichen Stellenwert, mit einem langatmigen, schlingernden, selten lustigen Libretto und einer derivativen Partitur, die selbst in ihren akademischen Witzen kaum musique sérieuse war.“) Die Musical Times vom Januar 1964 fasste die Pariser Kritiken folgendermaßen zusammen: „over three hours long, funny not a minute … Parisian critics received [it] … with a chorus of irately unconcealed disgust.“ („mehr als drei Stunden lang, keine Minute lustig … Pariser Kritiken empfingen es mit einem Chor von wütend unverhohlenem Abscheu.“):133 Spätere Aufführungen erzielten zwar auch positive Rezensionen, doch reichten sie nicht aus, die Reputation des Werks zu retten. Noch 2006 schrieb der Musikkritiker Ulrich Schreiber:

„Seine sich aus Versatzstücken von Mozart bis Offenbach, von Rossini bis Tschaikowski und Puccini bedienende Musik gibt eine falsche Eigenständigkeit aus und gewinnt nie ein ausgestelltes Als-ob wie in Strawinskys THE RAKE’S PROGRESS. Natürlich wird die Schickeria-Party, aus der Menottis letzter Wilde flieht, musikalisch durch das gekennzeichnet, was er für den Sündenfall der Moderne hielt: atonale Musik bis hin zur zwölftönigen Strukturierung.“

Menotti selbst verteidigte sein Werk jedoch:

“To say of a piece that it is harsh, dry, acid, and unrelenting is to praise it. While to call it sweet and graceful is to damn it. For better or for worse, in The Last Savage, I have dared to do away completely with fashionable dissonance, and in a modest way, I have endeavored to rediscover the nobility of gracefulness and the pleasure of sweetness.”

„Von einem Werk zu sagen, dass es harsch, trocken, sauer und unnachgiebig sei, bedeutet, es zu loben. Es andererseits süß und anmutig zu nennen, heißt es zu verdammen. Zum Besseren oder zum Schlechteren, in The Last Savage habe ich es gewagt, modische Dissonanz vollständig beiseitezulegen, und mich bemüht, auf bescheidene Weise den Adel der Anmut und das Vergnügen der Süße zu entdecken.“

In seiner Rezension der MET-Aufführung sah Alan Rich vom New York Herald Tribune die Oper bereits differenzierter. Nach einer Aufzählung der vielen Mängel („dislikable for enough reasons to fill this entire edition“ – „zuwider aus genügend Gründen, um diese gesamte Ausgabe zu füllen“) wies er darauf hin, dass die Ausführenden hervorragend waren und das Publikum das Stück liebte. Sein Resultat lautete: „Forget for a moment that ‚The Last Savage‘ is not going to become a page in the annals of great opera. Take it as pure enchanting, momentary entertainment and you can’t lose.“ („Vergessen Sie, dass ‚The Last Savage‘ nicht zu einer Seite in den Annalen großer Oper werden wird. Nehmen Sie es als rein bezaubernde, vorübergehende Unterhaltung, und Sie können nicht verlieren.“)
Trotz des schlechten Rufs der Oper wagte sich 2011 die Santa Fe Opera an eine Neuproduktion, die am 13. Dezember 2011 Premiere hatte. Gesungen wurde wieder in englischer Sprache. Die Inszenierung stammte von Ned Canty. Der Dirigent war George Manahan. Es sangen Thomas Hammons (Maharadscha), Kevin Burdette (Mr. Scattergood), Sean Panikkar (Kodanda), Anna Christy (Kitty), Jamie Barton (Maharani), Jennifer Zetlan (Sardula) und Daniel Okulitch (Abdul). Der Regisseur Ned Canty beschrieb das Werk folgendermaßen: „Imagine if Donizetti and Puccini collaborated on the score of a Doris Day-Rock Hudson movie“ („Stellen Sie sich vor, wenn Donizetti und Puccini gemeinsam an der Partitur eines Doris Day-Rock Hudson-Films gearbeitet hätten“). Er wies auf einige Gemeinsamkeiten der Oper mit diesen Filmen hin, z. B. die Thematik der sich wandelnden Geschlechterrollen und dem festen Glauben, dass der Mensch im Innersten gut sei. Die Komik des Werks befinde sich auf derselben Ebene wie in den besten Screwball-Komödien. Es sei in den vergangenen 50 Jahren zu Unrecht vernachlässigt worden.
Die Produktion der Santa Fe Opera wurde im November 2014 von der Jacobs School of Music übernommen, mit einer Studierenden-Besetzung im Opera Theater der Indiana University Bloomington aufgeführt und als Video-Stream im Internet bereitgestellt.

## Aufnahmen
- 8. Februar 1964 – Thomas Schippers (Dirigent).
 Ezio Flagello (Maharadscha), Morley Meredith (Mr. Scattergood), Nicolai Gedda (Kodanda), Roberta Peters (Kitty), Lili Chookasian (Maharani), Teresa Stratas (Sardula), George London (Abdul).
 Live aus der Metropolitan Opera New York; englische Fassung von George Mead.
 OOA 387 (2 CD); Bensar BRO 122242 (2 CD).[12]
- 14./15. November 2014 – Constantine Kitsopoulos (Dirigent), Ned Canty (Regie), Allen Moyer (Bühne und Kostüme), Lee Fiskness/Rick Fisher (Lichtdesign), Kyle Lang/Sean Curran (Choreographie).
 Studierende der Jacobs School of Music.
 Video; Übernahme einer Produktion der Santa Fe Opera; live aus dem Indiana University Opera Theater in Bloomington; englisch.
 Video-Stream auf der Internetseite der Indiana University.[13]